# Nepen
Nepen és un cràter sobre la superfície del planeta nan Ceres, situat amb el sistema de coordenades planetocèntriques a 7.67 ° de latitud nord i 222.16 ° de longitud est. Fa un diàmetre de 26.4 km. El nom va ser fet oficial per la UAI el 20 de juny del 2016 i fa referència a Nepen, déu de la pluja de la mitologia sumèria.